# Parafagocyba
Parafagocyba är ett släkte av insekter. Parafagocyba ingår i familjen dvärgstritar.
Kladogram enligt Catalogue of Life:
| Parafagocyba | \| \| Parafagocyba binaria \| \| \| \| \| \| Parafagocyba miltimaculata \| \| \| \| |
|              | \| \| Parafagocyba binaria \| \| \| \| \| \| Parafagocyba miltimaculata \| \| \| \| |
|              | Parafagocyba binaria                                                                |
|              |                                                                                     |
|              | Parafagocyba miltimaculata                                                          |
|              |                                                                                     |